# Arthur L. Schawlow
Arthur Leonard Schawlow, född 5 maj 1921 i Mount Vernon, New York, död 28 april 1999 i Palo Alto, Kalifornien, var en amerikansk fysiker vid Stanford University i Stanford, Kalifornien. 
Han och Nicolaas Bloembergen fick Nobelpriset i fysik 1981 "för deras bidrag till utvecklingen av laserspektroskopien". De tilldelades på halva prissumman. Den andra halvan tilldelades den svenske fysikern Kai M. Siegbahn för hans utveckling av den högupplösande elektronspektroskopien.
Asteroiden 10448 Schawlow är uppkallad efter honom.